# Muna Tseng
Muna Tseng (* in Hongkong) ist eine US-amerikanische Tänzerin, Tanzpädagogin und Choreographin chinesischer Herkunft.
Die Schwester des Photographen Tseng Kwong Chi wuchs in Hongkong auf. Ihre Tanzausbildung erhielt sie in Vancouver bei Heather McKellam sowie bei Magda und Gertrude Hanova, zwei Schülerinnen von Mary Wigman. Auf Einladung von Jean Erdman und Joseph Campbell kam sie 1978 an deren Theater of the Open Eye. Sie übernahm hier einige der Rollen Erdmans aus den 1940er Jahren und tanzte zu Livemusik von John Cage, Lou Harrison und Teiji Ito.
1984 gründete sie die Muna Tseng Dance Projects mit denen sie mehr als 40 Produktionen schuf, die u. a. in den USA, Kanada, Hongkong, Singapur, Japan, Korea, England, Schottland, Bosnien, Israel, Griechenland, Estland, Schweden und der Schweiz aufgeführt wurden. Sie erhielt je zwei Stipendien des National Endowment for the Arts und der New York Foundation for the Arts und mehrere Aufträge des New York State Council on the Arts. Zudem wurde sie mit dem Bessie Award und von der Smithsonian Institution als Artist of National Merit ausgezeichnet. In der Theatersaison 2000 wurde  The Silver River zur besten Choreographie gewählt.
Als Tanzpädagogin wirkte Tseng am Atlantic Theater Program und Playwrights Horizon Program der New York University mit. Am Queens College der City University of New York gründete und leitete sie das Summer Dance Residency Program, zudem unterrichtete sie an der Mason Gross School of the Arts der Rutgers University.